# Starrbäcksängen

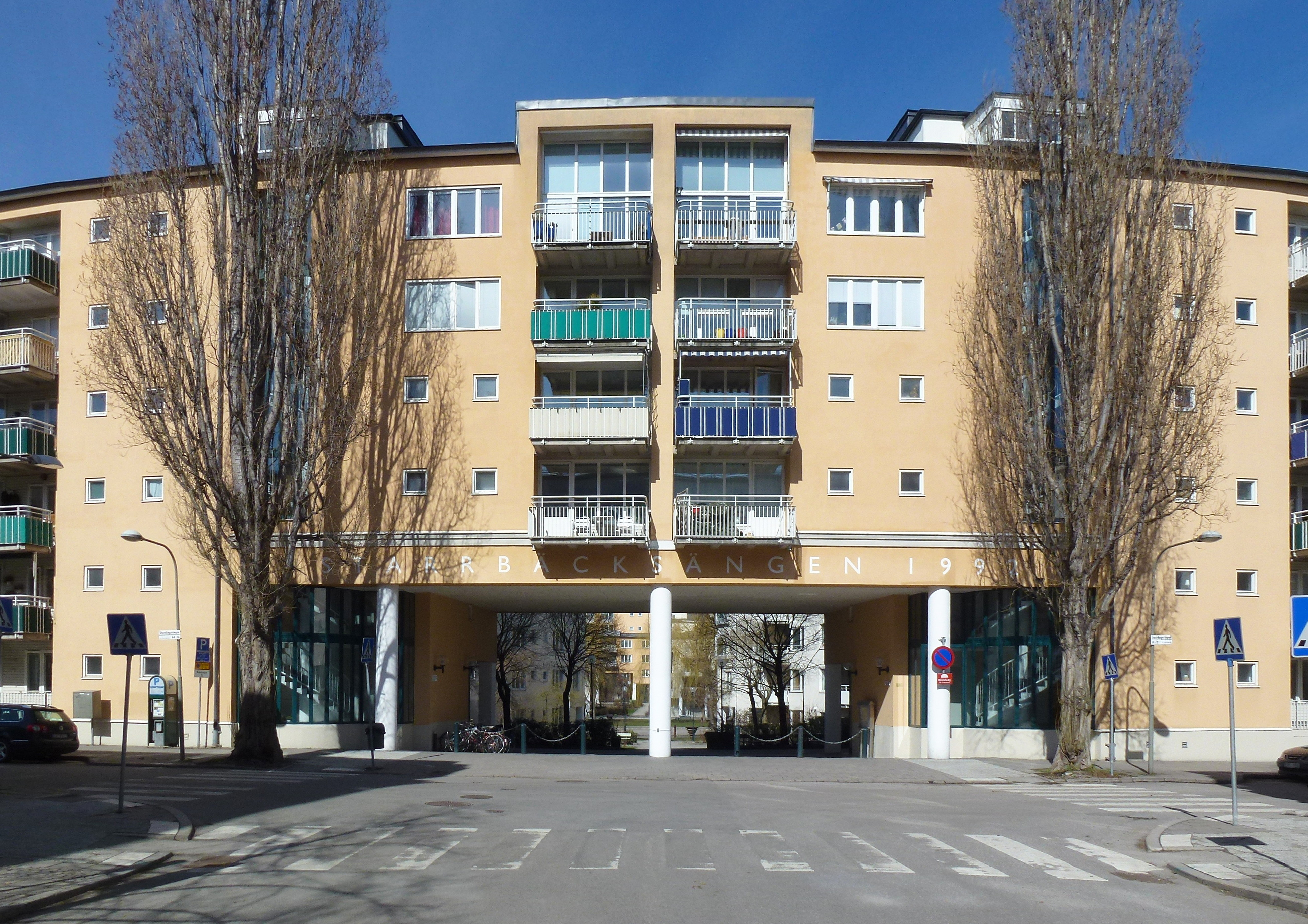
Portalbyggnad "Starrbäcksängen 1992".

Starrbäcksängen är ett bostads- och parkområde på Gärdet i Stockholm. Detaljplanen för området godkändes 1987 och var utarbetad av arkitekt Aleksander Wolodarski. Området uppfördes i etapper under åren 1990 till 1992 efter ritningar av Nyréns arkitektkontor. Parken ritades av landskapsarkitekten Bengt Isling och  tilldelades år 1992 Sienapriset.

## Historik

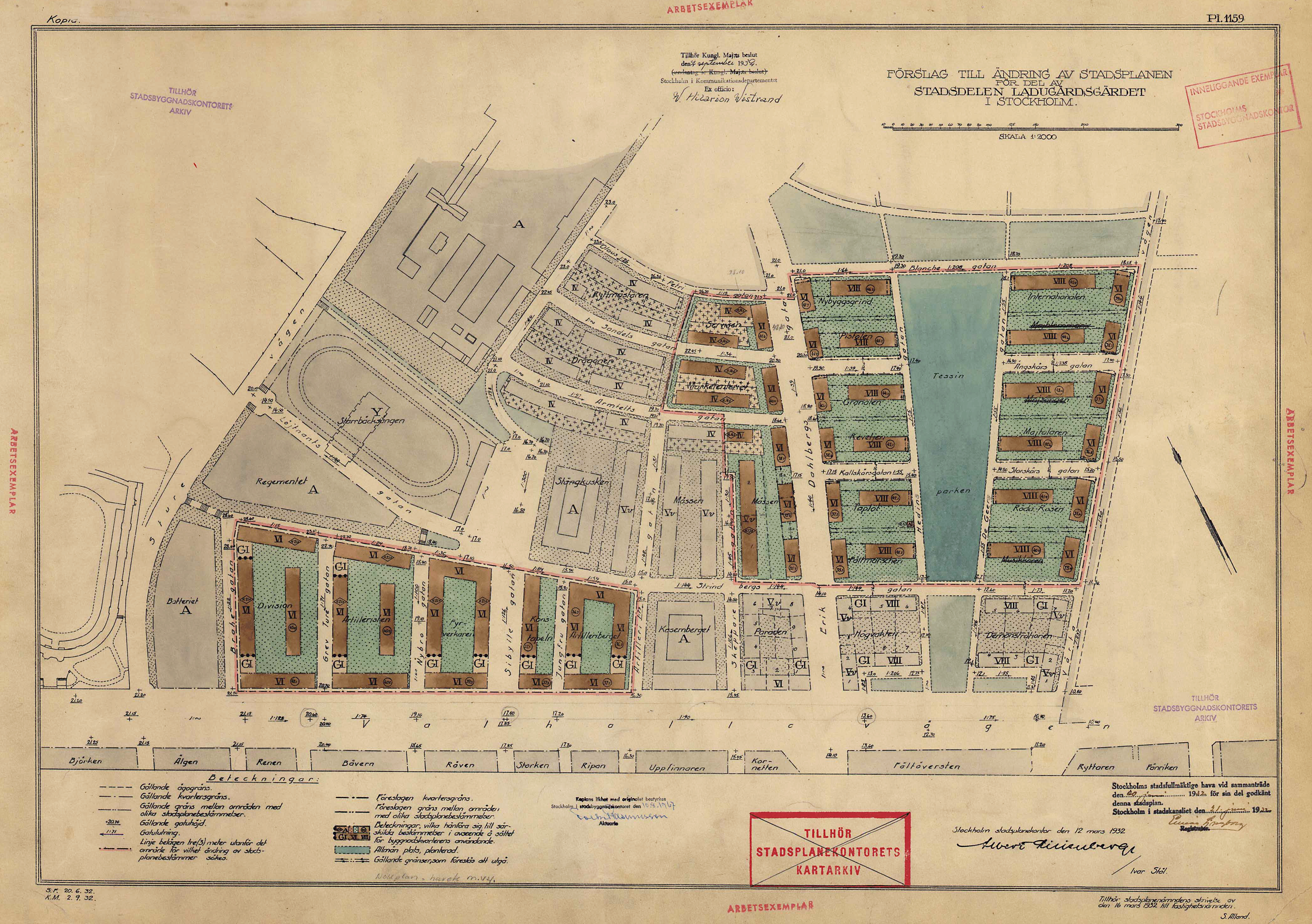
Stadsplan från 1932.

År 1805 var Starrbäcksängen  fortfarande helt obebyggd och användes som militärt övningsfält. Då var området vattensjukt och bevuxet med starrgräs (därav namnet "Starrbäcksängen"). Under 1800-talets andra hälft byggdes bland annat Svea artilleriregementes kaserner i hörnet vid dåvarande Sturevägen (numera Lidingövägen) och Valhallavägen. På en karta från 1860-talet kallas det kuperade område nordost om kasernbyggnaden Starrbäckens ekbacke. Livgardets Kavallerikasern uppfördes 1893-1898 strax norr om denna backe, arkitekt var Erik Josephson.
Under 1800-talets slut övergavs området som militärt övningsfält och en ny stadsdel med bostäder planerades för Stockholms växande befolkning. Planerna realiserades dock inte. På 1920-talet togs idén om en ny stadsdel upp igen och 1928 träffades ett avtal (det så kallade ”Gärdesavtalet”) mellan Stockholms stad och Kronan som reglerade exploateringen av marken.  Det konkreta resultatet  av överenskommelsen blev  Gärdets första stadsplan från 1931 som kallads ”Solstaden” eller ”Gärdesstaden”. Under ett 30-tal år bebyggdes Gärdets östra del som invigdes 1939.
Den västra delen förblev obebyggd, bortsett  från Artilleriregementes och Livgardets kaserner. På platsen för nuvarande Starrbäcksängen planerades på 1930-talet lamellhus och en idrottsplats som skulle komplettera Stockholms stadion.  Kasernerna skulle rivas. Planen utfördes dock aldrig. Efter andra världskriget uppfördes i västra delen Statens normalskola (invigd 1950) och  Kungliga Musikhögskolan runda byggnad (invigd 1956, riven 2013).  År 1984 övertog Stockholms stad Starrbäcksängen och Stockholmshem fick markanvisningen.

### Historiska och nutida kartor

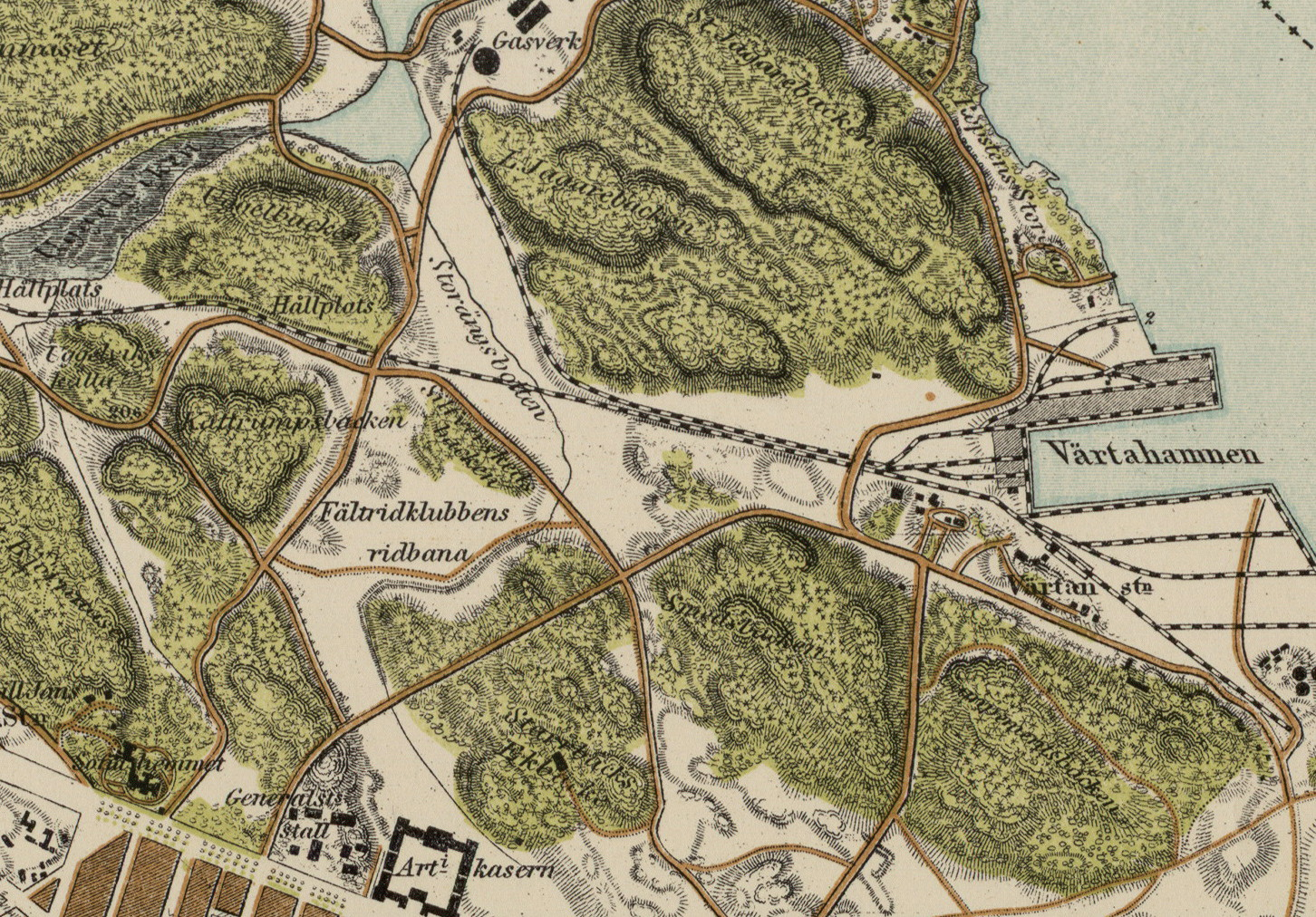
Området 1860-tal
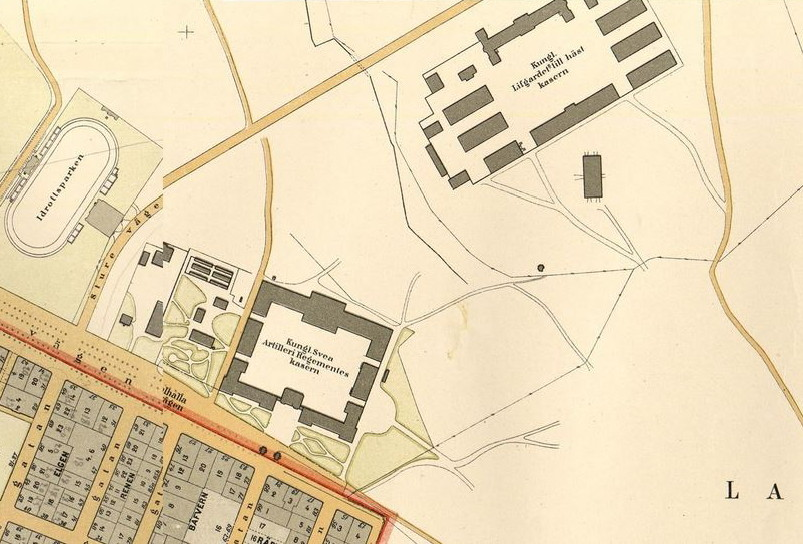
Området år 1899
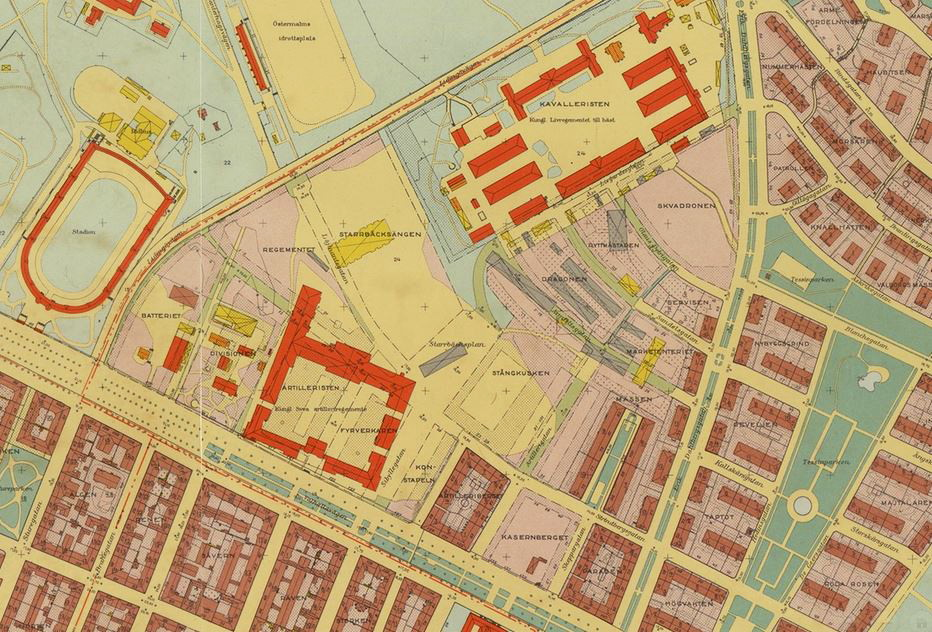
Området år 1938
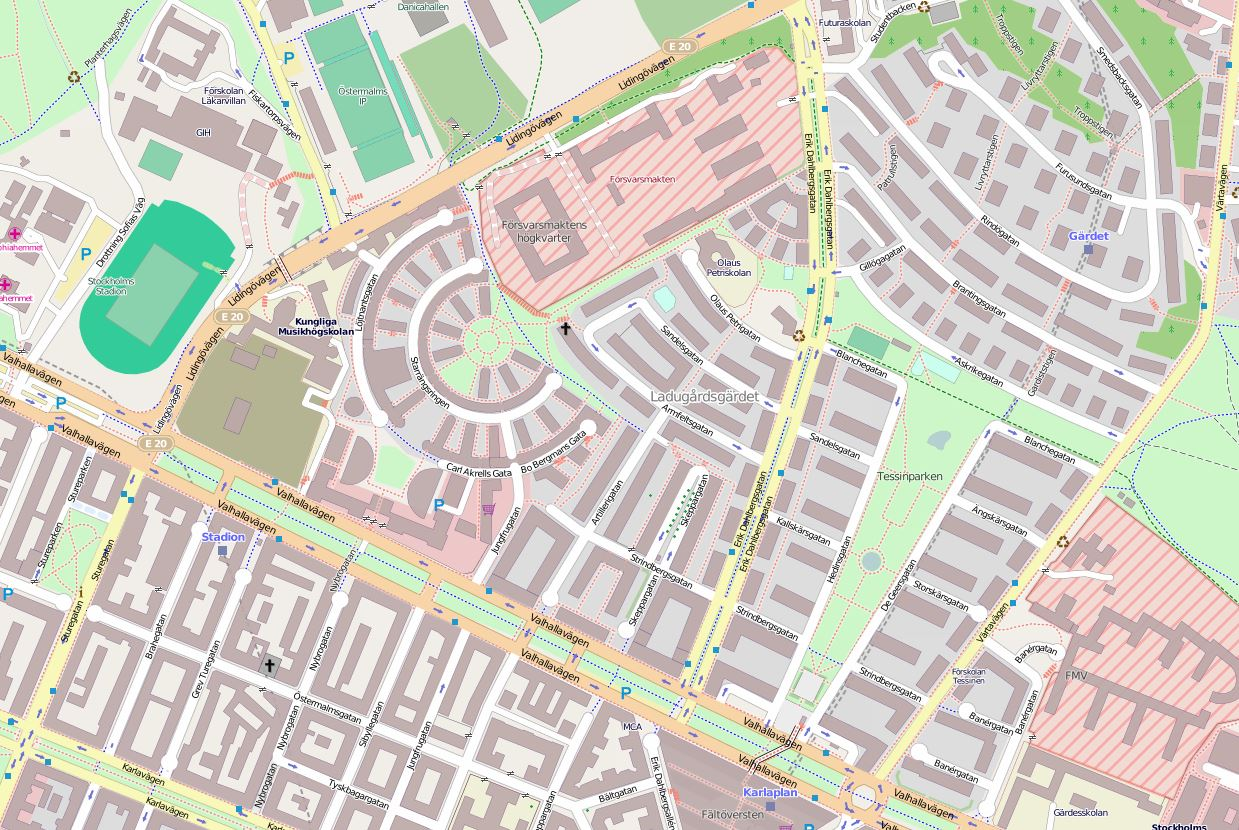
Området år 2013

## Planering och bygget

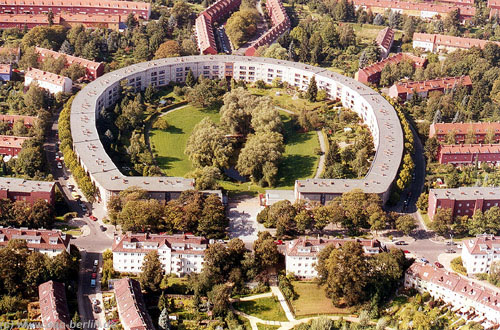
Förebild: Hufeisensiedlung i Berlin.

Redan 1976 påbörjades  arbetena med en ny stadsplan under ledning av stadsplanearkitekten Aleksander Wolodarski. Han skapade en för Stockholm ovanlig utformad plan: ringformig anordnade gator med strålformig placerade byggnader och en rund park med damm som centralmotiv. Inspiration var en amfiteater eller Bruno Tauts Hufeisensiedlung  i Berlin från slutet av 1920-talet men även ett bostadsområde från samma tid i Châtenay-Malabry utanför Paris.
På sommaren 1987 utlystes en tävling  avseende totalentreprenad inklusive arkitektuppdrag för området, som  vanns av K-bygg (numera Kungsfiskaren/PEAB) med Nyréns arkitektkontor som projektör. Hela området består av fjorton sexvåningshus som är sammanbyggda i ringar längs gatorna och femton raka friliggande hus med fyra till sex våningar, dessa  är placerade som ekrar i ett hjul med parken och dammen som nav. Ett antal portiker i både de yttre och inre ringhusen ger fri sikt mot den centrala dammen. Starrbäcksängen blev inflyttningsklart i etapper från 1990 till 1992. Två punkthus ritades senare av Myrenbergs Arkitektkontor (ingår numera i AIX Arkitekter). I direkt anslutning mot sydväst står Svea torn som ritades av ÅWL Arkitekter och blev inflyttningsklart år 2007.

### Bilder från bostadsområdet

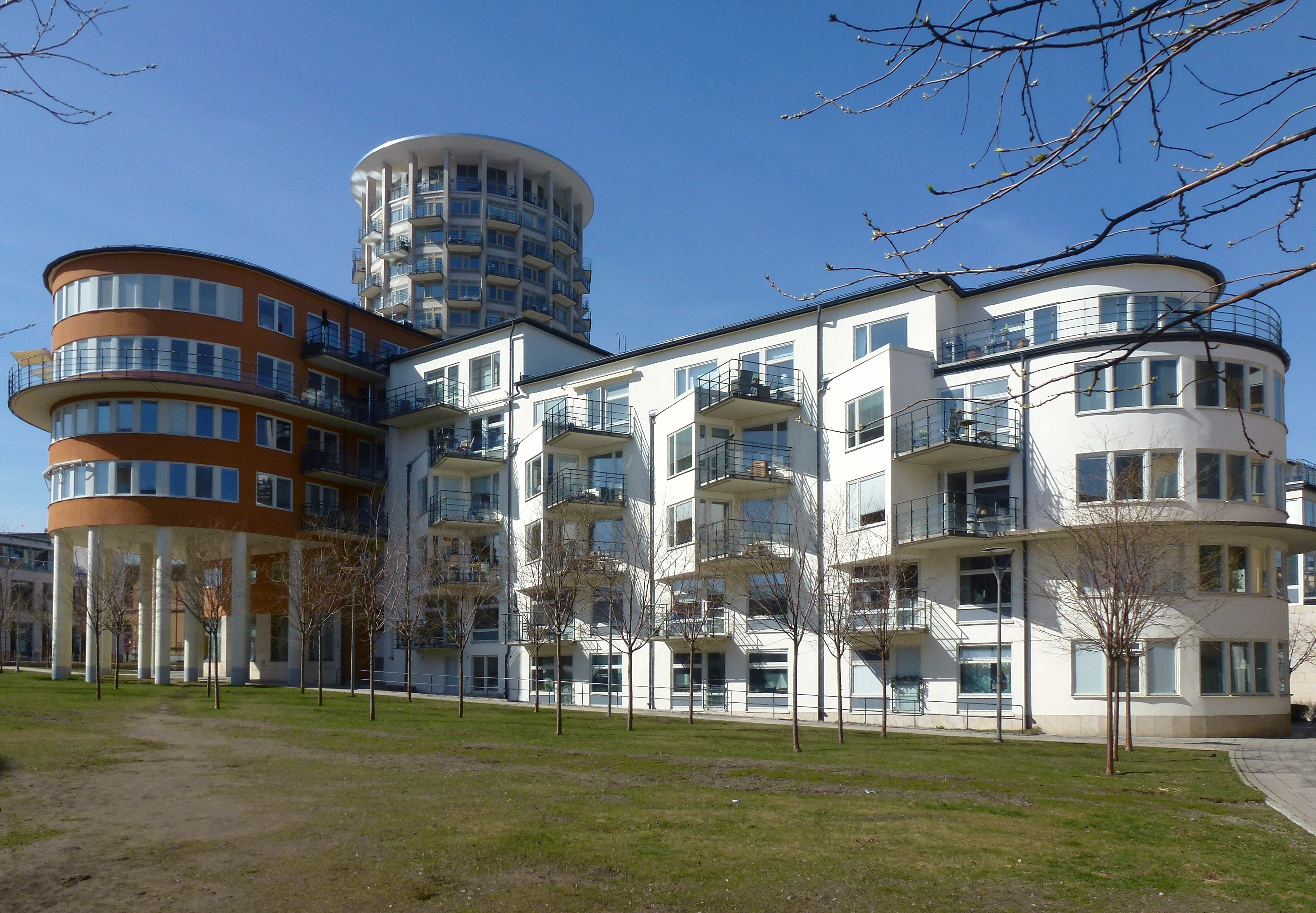
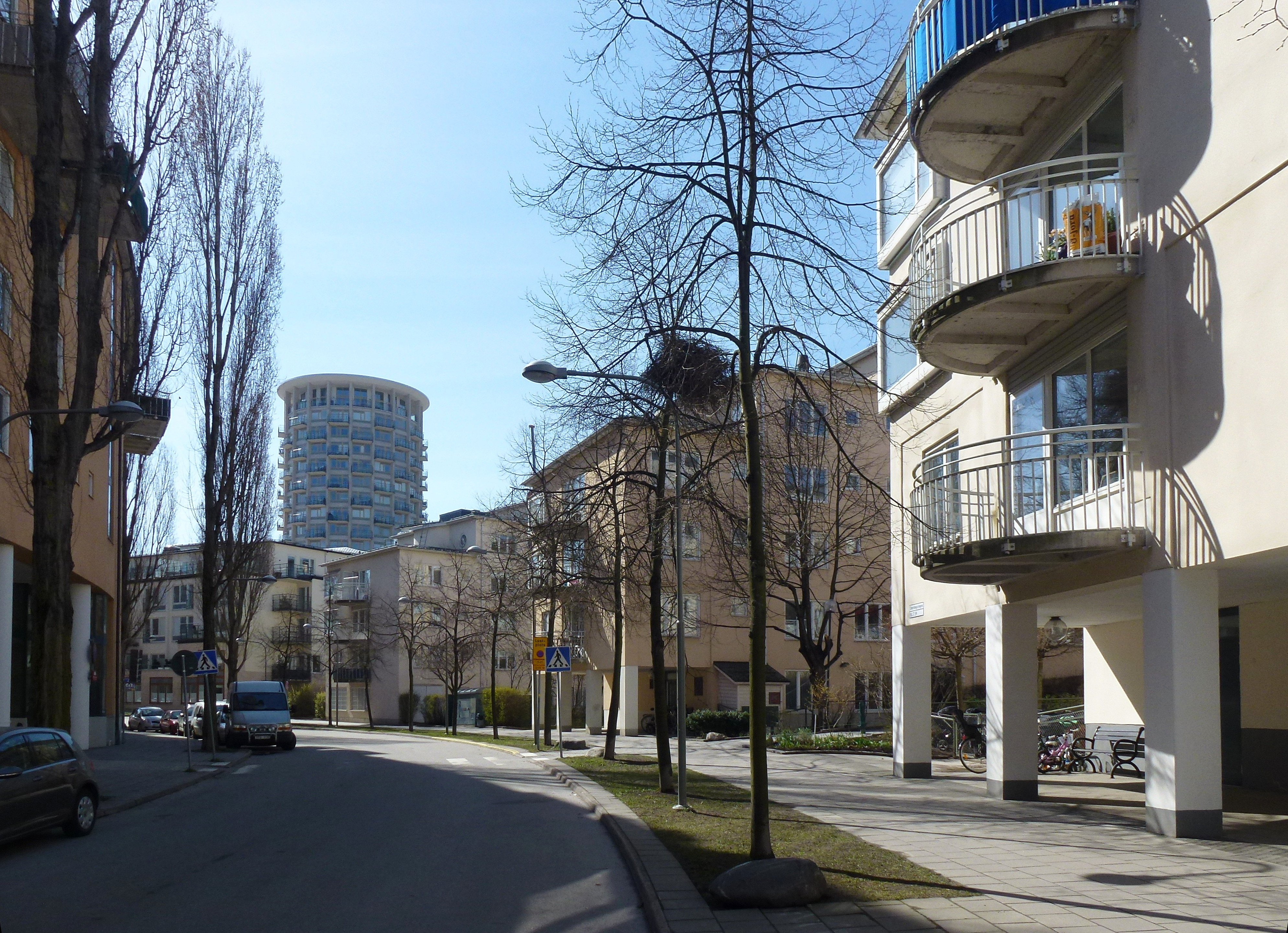
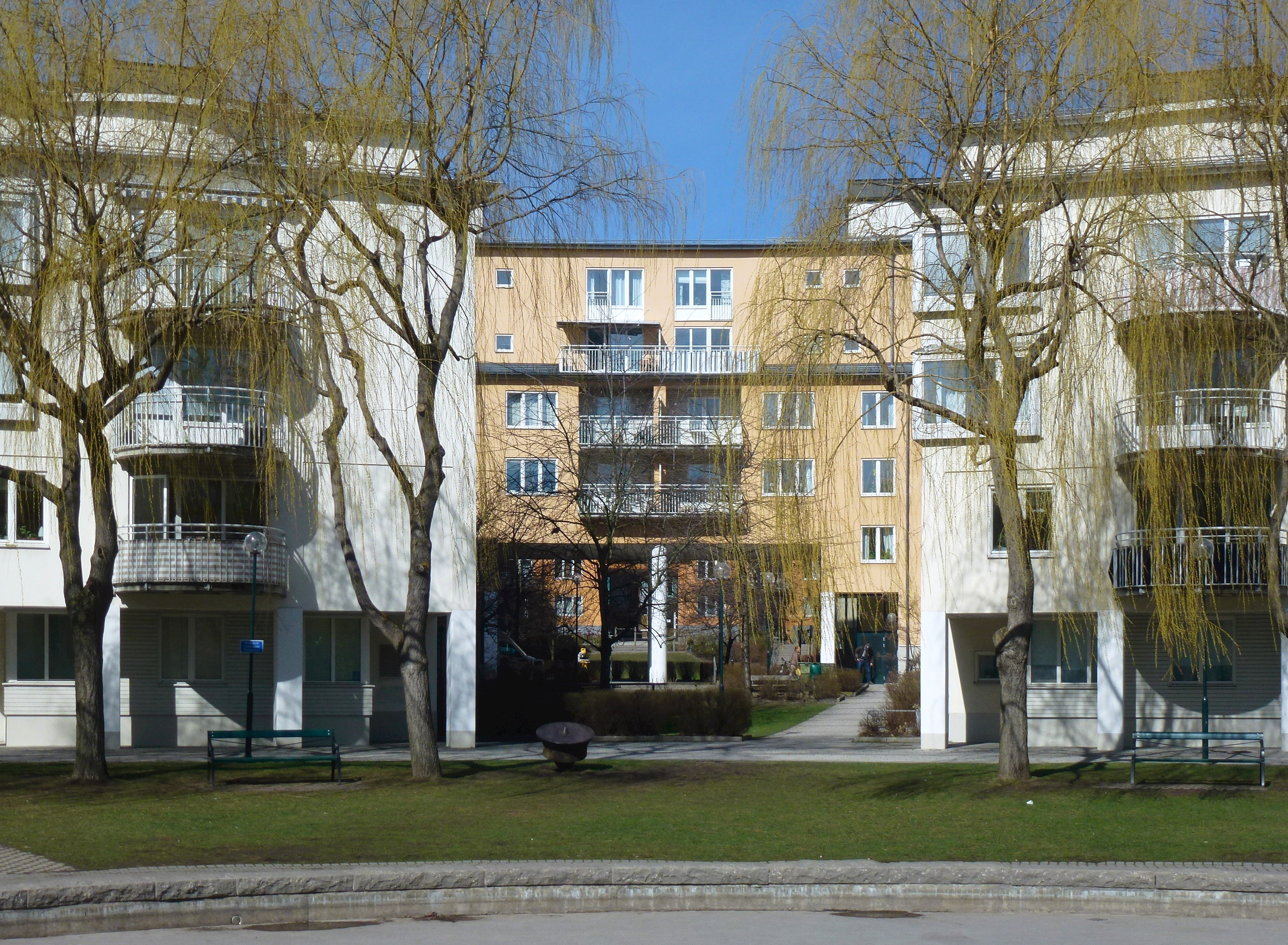
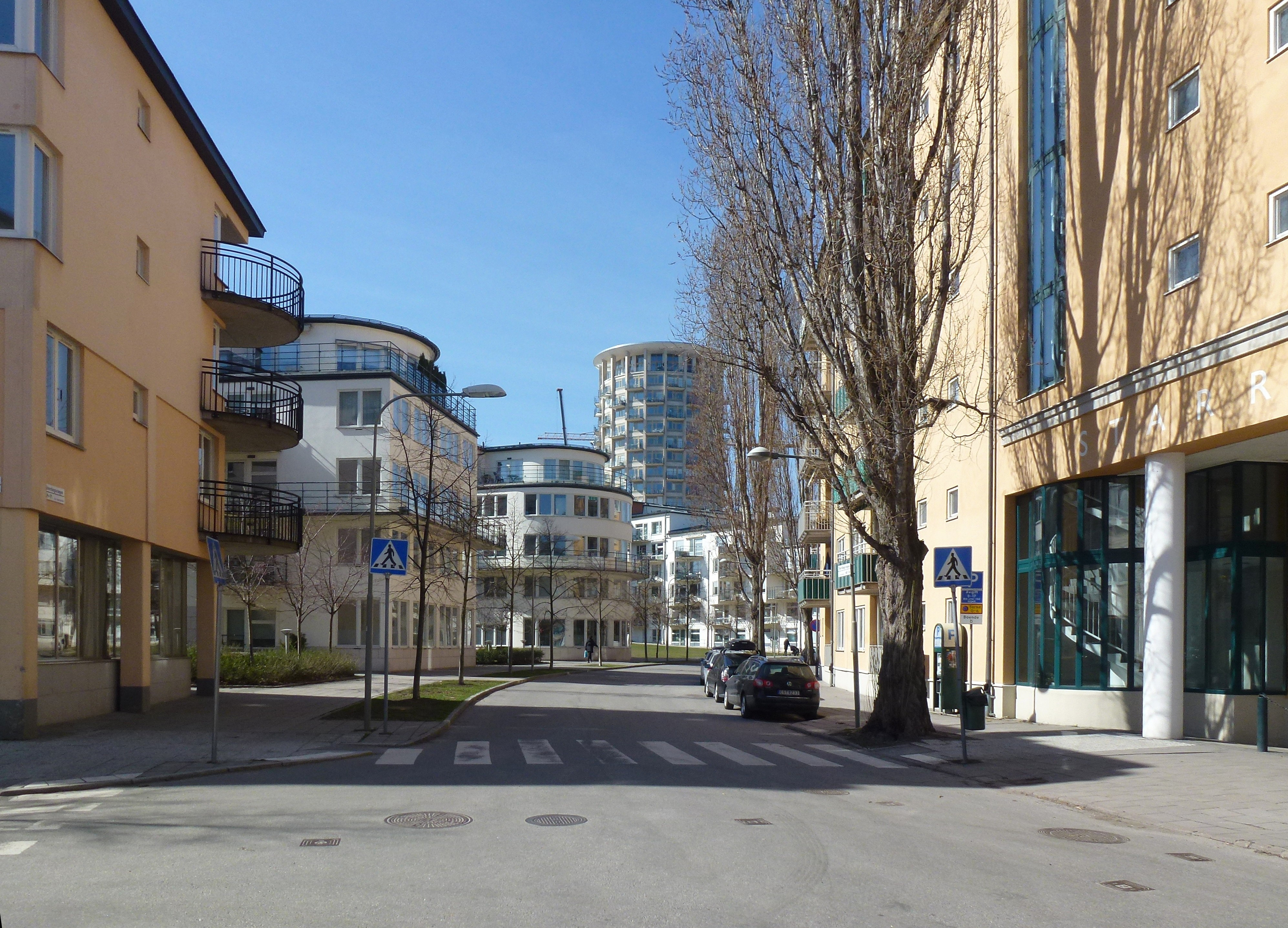

## Parken
Parken utformades av Nyréns arkitektkontor genom landskapsarkitekten Bengt Isling. År 1992 belönades parken och dess arkitekt (Bengt Isling) med Sienapriset som då var nyinstiftat. Juryn ansåg att: "...utemiljön och dess centrala park utgjorde en integrerad del i bostadsområdets helhet och bidrog med tidlösa kvaliteter som ljus, rymd, vatten och grönska." På gräsmattorna runt dammen finns tio skulpturer i gjutjärn som liknar leksakssnurror i jätteformat, de skapades 1992 av Gunilla Bandolin i samarbete med Bengt Isling.

### Bilder från parken

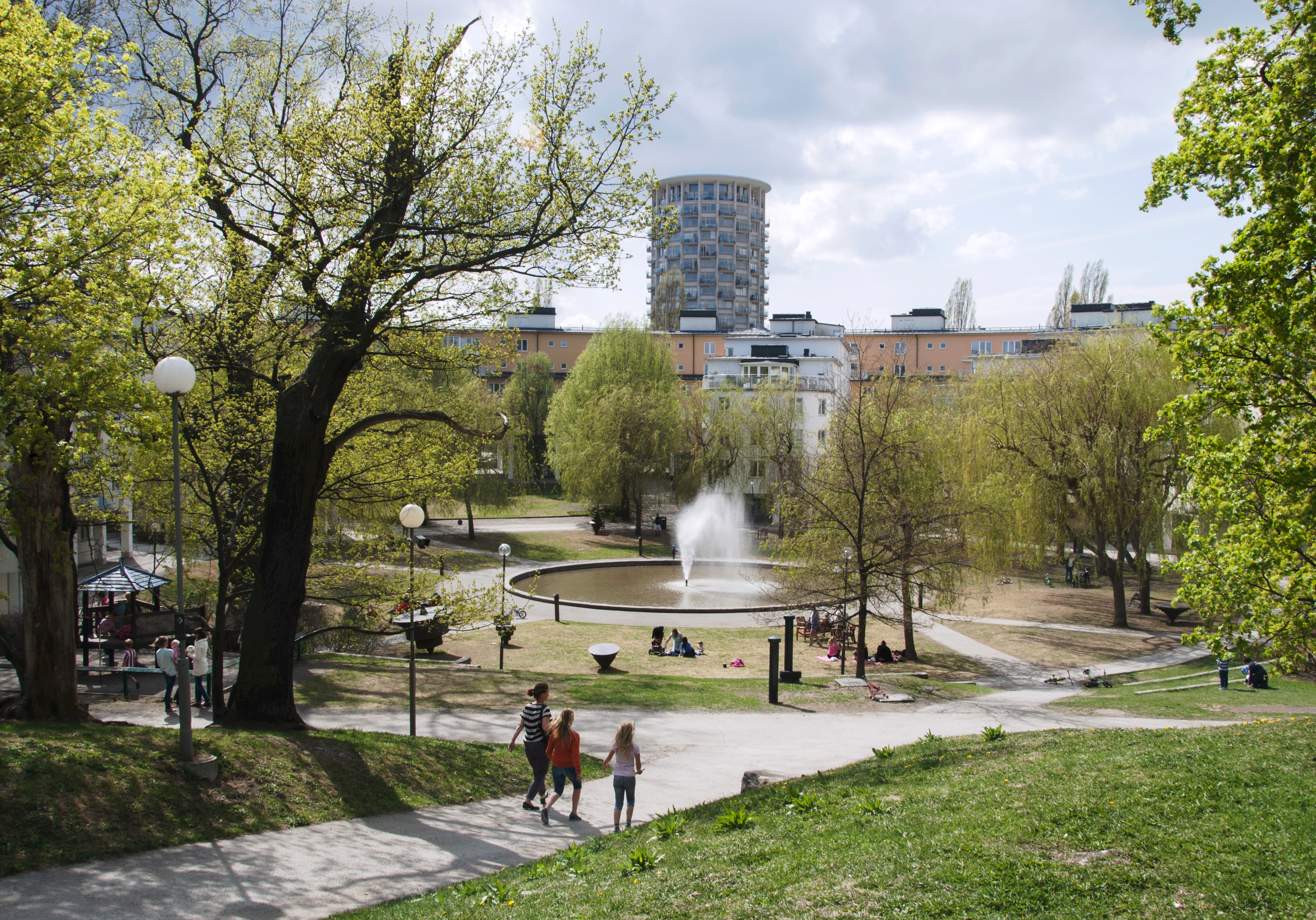
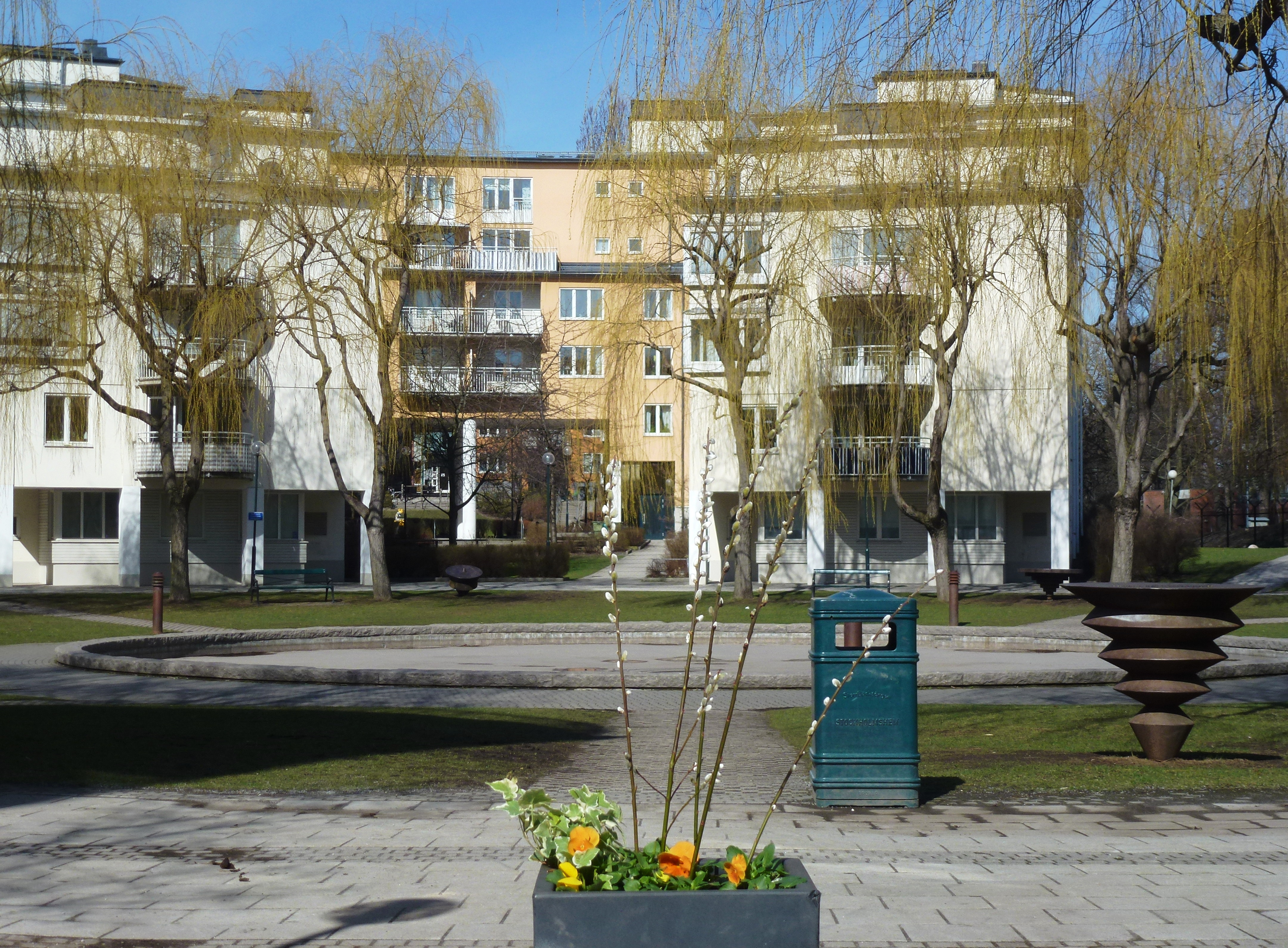
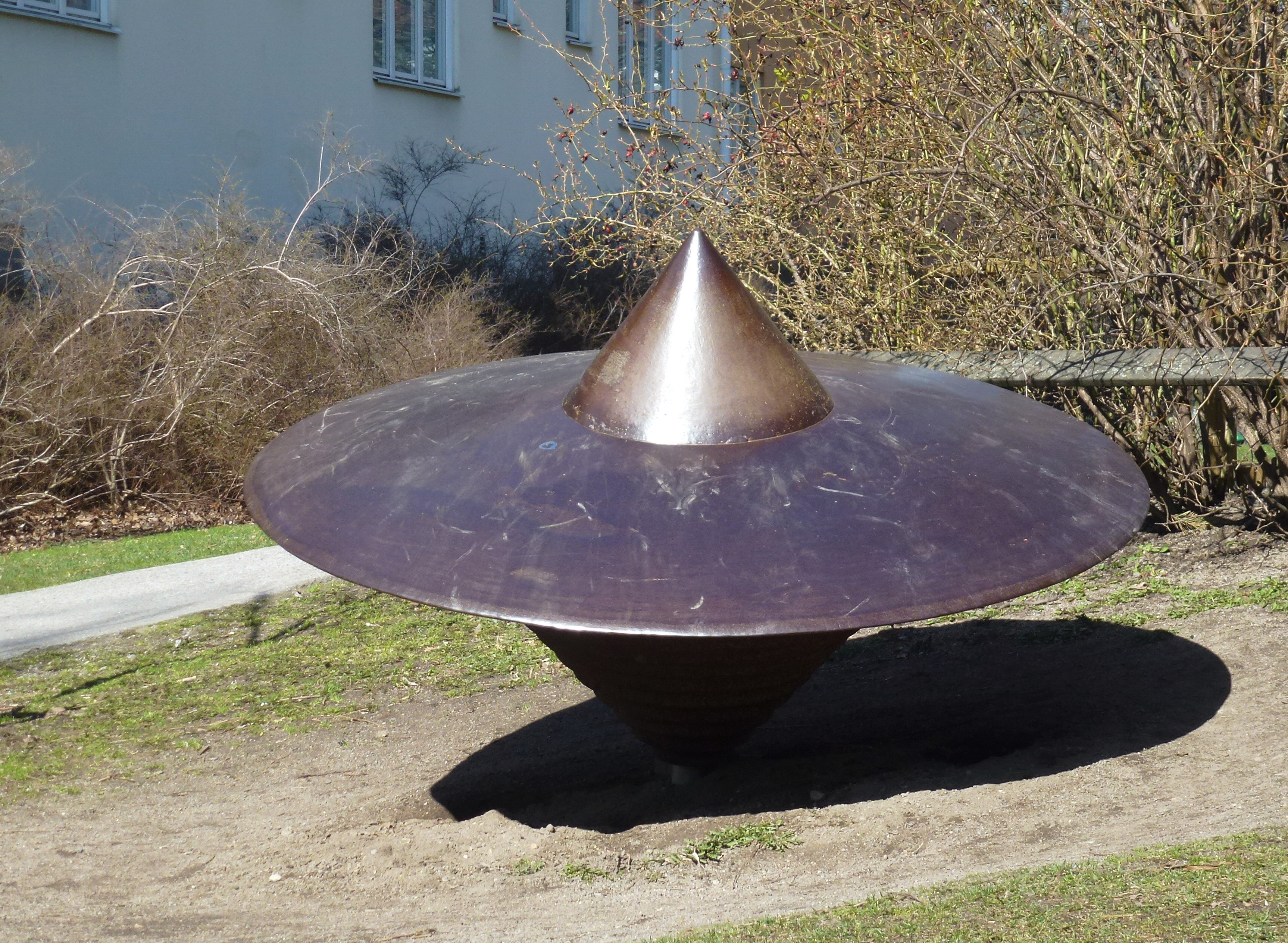
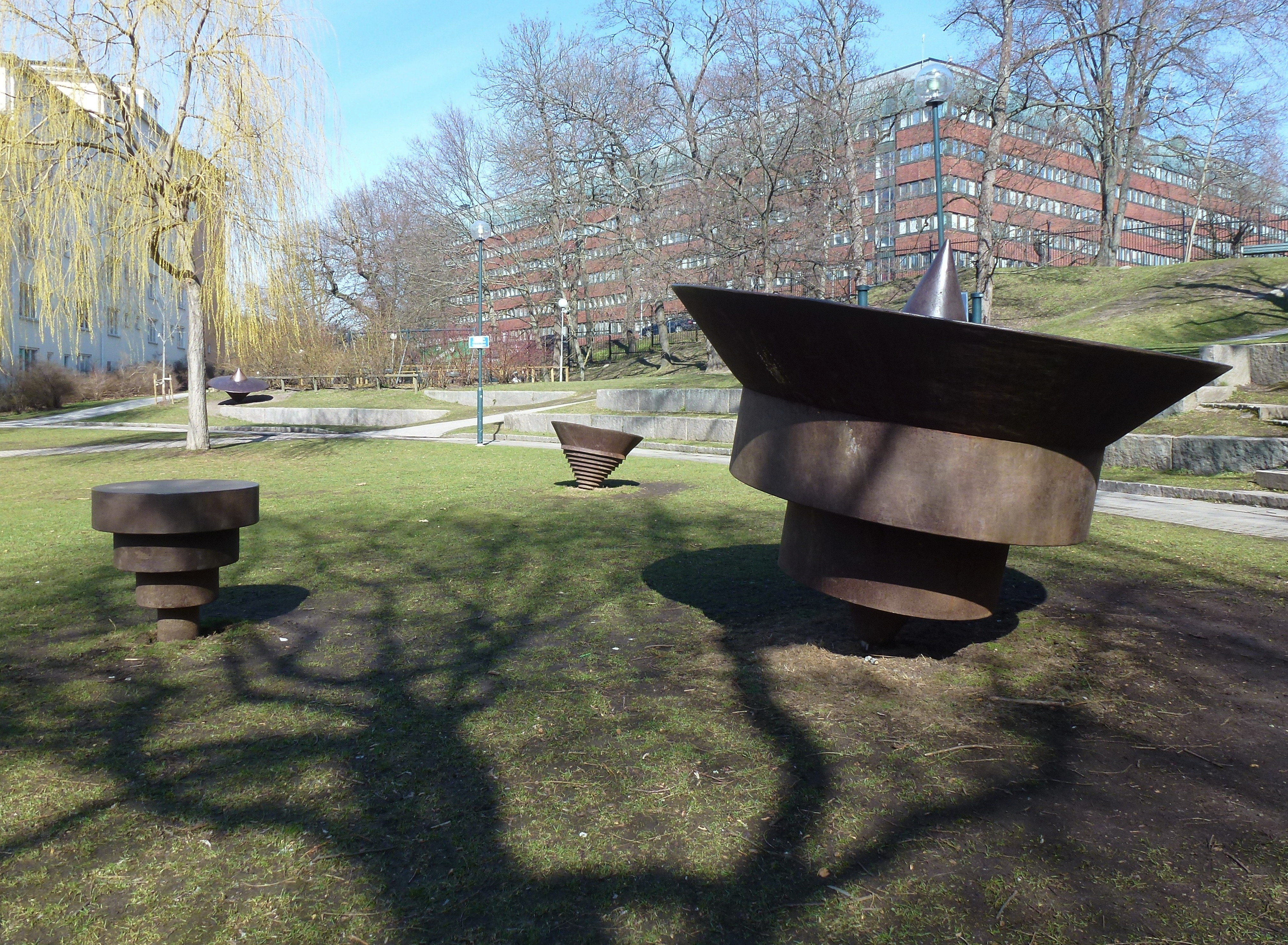